# Шапошніков Ростислав Сергійович
Ростислав Сергійович Шапошніков (нар. 22 березня 1986, Київ) — голова громадської організації «Дорожній контроль».

## Життєпис
З 2006 по 2009 роки працював журналістом в інтернет та друкованих виданнях. У грудні 2008 року заснував сайт «Дорожній контроль», у січні 2011-го — друковану газету «Дорожній контроль». 2011 року закінчив університет «Україна» за спеціальністю «правознавство». В січні 2012 року була створена громадська організація «Дорожній контроль».
24 березня 2012 року на Шапошнікова скоєно напад. Двоє невідомих у дворі його будинку на Троєщині заштовхали його у джип, натягли пакет на голову, вивезли за місто, побили та кинули на дорозі. У «Дорожньому контролі» напад пов'язали з його професійною діяльністю.

Мітинг на підтримку Шапошнікова навпроти ГУ МВС Києва (вул. Академіка Богомольця, 10)

30 березня під стінами МВС відбувся мітинг проти побиття Шапошнікова та за належне розслідування справи за участю понад 200 активістів з різних областей України.
11 грудня 2013 року Шапошніков через загрозу арешту та небезпеку життя виїхав до Польщі. До України повертатись не планував.
2014 — після Революції гідності повернувся до України та балотувався від партії «5.10» кандидатом в депутати до Верховної ради. Проте через те, що керівник партії Балашов почав підтримувати проросійського відеоблогера Шарія, Шапошніков заявив про розрив співпраці з політичним проектом.

## У російському полоні
30 серпня 2014 стало відомо, що під Іловайськом зникли Шапошніков, журналіст Єгор Воробйов і оператор Еспресо ТВ Тарас Чкан. Журналісти знаходилися разом з другим взводом 39 батальйону та потрапили в оточення в районі села Многопілля між Іловайськом і Кутейниковим. Звʼязку з ними не було кілька днів.

2 вересня 2014 року опівдні на сторінці Шапошнікова у Facebook з'явилося повідомлення (рос.):
Згодом там же з'явився коментар Шапошнікова (рос.):

## Опозиція до Порошенка, Зеленського
У вересні 2015 року емігрував до США, пояснивши це загрозою арешту в Україні.. Перебуває в активній опозиції до Порошенка та Володимира Зеленського.

## Санкції
25 травня 2025 року відповідно до рішення Ради національної безпеки і оборони України від 25 травня 2025 року "Про застосування персональних спеціальних економічних та інших обмежувальних заходів (санкцій)" позбавлений державних нагород України, обмежено ведення фінансових операцій.(Позиція №7)

## Виноски
1. ↑  Руководство и представители проекта [Архівовано 19 січня 2016 у Wayback Machine.], Дорожній Контроль
2. ↑  Ростислав Шапошников [Архівовано 27 червня 2018 у Wayback Machine.] // РБК-Україна
3. ↑  «Побито керівника „Дорожнього контролю“ Ростислава Шапошнікова» [Архівовано 2016-02-04 у Wayback Machine.], «Телекритика», Перевірено 2012-3-27.
4. ↑  «Автомобілісти влаштували під МВС пікет і обізвали Захарченка боягузом» [Архівовано 3 квітня 2012 у Wayback Machine.], «Newsru.ua», Перевірено 2012-4-1.
5. ↑  «Дорожний контроль „оточив“ МВС» [Архівовано 4 березня 2016 у Wayback Machine.], «Факти.ICTV», Перевірено 2012-4-1.
6. ↑  Керівник «Дорожнього контролю» через загрозу арешту поїхав з України [Архівовано 4 березня 2016 у Wayback Machine.] // УП
7. ↑  Ростислав Шапошніков балотуватиметься до парламенту від партії «5.10» [Архівовано 10 вересня 2015 у Wayback Machine.], 26 вересня 2014, Медіасапієнс
8. ↑  ЦЕНТРАЛЬНА ВИБОРЧА КОМІСІЯ — ПОСТАНОВА від 23 вересня 2014 року № 1083. Архів оригіналу за 28 червня 2018. Процитовано 27 червня 2018.
9. ↑  «Дело в том, что ранее лидер партии 5.10 Геннадий Балашов начал активно рекламировать про-российского блогера Анатолия Шария на своей страничке Facebook и канале YouTube. В ответ на это, кандидат в народные депутаты от партии 5.10 на выборах 2014-го года Ростислав Шапошников заявил, что такая политика Балашова недопустима, а потому Шапошников просит больше не ассоциировать его с партией 5.10.» / В Министерстве обороны заявили, что Геннадий Балашов скрывается от военкомата (Документ) [Архівовано 27 червня 2018 у Wayback Machine.] // Дорожній контроль, 7 серпня 2017.
10. ↑  Під Іловайськом зникли троє журналістів [Архівовано 28 червня 2018 у Wayback Machine.] // Українська правда, 30 серпня 2014.
11. ↑  В іловайському «котлі» тиждень тому зник керівник «Дорожнього контролю» і ще два журналісти [Архівовано 5 вересня 2014 у Wayback Machine.] // ТСН, 31 серпня 2014.
12. ↑  Журналіст Ростислав Шапошніков розповів про російський полон під Іловайськом (ВІДЕО) [Архівовано 27 червня 2018 у Wayback Machine.] // Телекритика, 2 вересня 2014.
13. ↑  facebook, roadcontrol.ua // 2 вересня 2014
14. ↑  facebook, roadcontrol.ua // comments
15. ↑  Давайте встретим Порошенко в Нью Йорке [Архівовано 30 березня 2016 у Wayback Machine.] // roadcontrol, youtube, 27 вересня 2015
16. ↑  Предлагаю провести акцию протеста 29.09.2015 под зданием ООН в НьюЙорке против политики Петра Порошенко // Ростислав Шапошников, facebook, 27 вересня 2015 23:33
17. ↑  Сотрудник Беркута, который калечил Автомайдановцев, получил от Авакова квартиру // Ростислав Шапошников, facebook, 27 вересня 2015 18:39
18. ↑  Скоро в Америке украинскую власть будут встречать десятки изгнанных журналистов", — Ростислав Шапошников в конгрессе США // Ростислав Шапошников, facebook, 26 вересня 2015 18:47
19. ↑  Ростислав Шапошніков: "Зеленський зберіг стару мафію МВС у новому уряді України". Zakordonna Gazette ‖ Закордонна Газета (амер.). 20 березня 2020. Архів оригіналу за 9 липня 2021. Процитовано 7 липня 2021.
20. ↑  УКАЗ ПРЕЗИДЕНТА УКРАЇНИ №345/2025 Про рішення Ради національної безпеки і оборони України від 25 травня 2025 року "Про застосування персональних спеціальних економічних та інших обмежувальних заходів (санкцій)" (укр.).